# Fred Mecke
Fred Mecke (* 7. November 1960) war Fußballspieler in der DDR-Oberliga, der höchsten ostdeutschen Fußballklasse, und spielte dort für Dynamo Dresden, Stahl Riesa und den Halleschen FC Chemie.

## Sportliche Laufbahn
Mit zehn Jahren wurde Mecke 1971 in die Kinderabteilung von Dynamo Dresden aufgenommen. Von 1976 bis 1978 spielte er in der Dynamo-Juniorenmannschaft und wurde im Sommer 1976 Mitglied der DDR-Juniorennationalelf. Sein erstes Länderspiel bestritt Mecke am 10. Oktober 1976 als Mittelfeldspieler in der Begegnung DDR – Polen (1:0). Bis 1979 wurde er in insgesamt 23 Juniorenländerspielen aufgeboten. Bereits zur Saison 1978/79 hatte ihn die SG Dynamo Dresden für ihre Nachwuchsoberligamannschaft nominiert.
Obwohl Mecke auch noch für die Saison 1980/81 für die Nachwuchsoberliga gemeldet wurde, kam er doch in der 1. Mannschaft von Dynamo Dresden in den ersten beiden DDR-Oberligapunktspielen zum Einsatz. Sein Oberligadebüt hatte er dem Umstand zu verdanken, dass Mittelfeldspieler Gerd Weber nicht einsatzbereit war. Mit Weber ist auch Meckes weitere Entwicklung verbunden, denn Weber wurde Anfang 1981 wegen versuchten „ungesetzlichen Grenzübertritts“ bei Dynamo Dresden entlassen und Mecke übernahm dessen Position in der Rückrunde. Damit kam er 1980/81 auf elf Oberligaeinsätze, bestritt aber sieben Länderspiele mit der DDR-Nachwuchsnationalmannschaft. Für die Saison 1981/82 wurde der 1,80 Meter große Mecke offiziell für die DDR-Oberliga gemeldet, kam aber nur in den ersten beiden Punktspielen zum Einsatz. Den Rest der Saison verbrachte er wieder in der Nachwuchsoberliga.
Im Sommer 1982 wechselte Mecke zur zweitklassigen Betriebssportgemeinschaft (BSG) Stahl Riesa, die nach ihrem Abstieg 1981 ein zweites Mal den Aufstieg in die Oberliga anstrebte. Zusammen mit seinen ehemaligen Dynamo-Mannschaftskollegen Claus Boden und Rainer Sachse schaffte Mecke den erhofften Aufstieg, zu dem er mit 24 Punktspieleinsätzen und sieben Toren beigetragen hatte. In seiner ersten Riesaer Oberligasaison war Mecke mit 22 Einsätzen und vier Toren Stammspieler im Mittelfeld. Da Riesa den Klassenerhalt schaffte, spielte Mecke auch 1984/85 wieder in der Spitzenliga. Diesmal kam er wieder als Mittelfeldspieler auf 19 Punktspiele und schoss ein Tor. Seine letzte Saison bei Riesa absolvierte Mecke 1985/86 mit noch einmal 20 Spielen und zwei Toren.
Nach vier Riesaer Jahren entschloss sich der 25-jährige Mecke zu einem erneuten Wechsel und schloss sich zur Saison 1986/87 dem DDR-Ligisten Hallescher FC Chemie an, der vor zwei Jahren aus der Oberliga abgestiegen war und bereits zweimal den Wiederaufstieg verpasst hatte. Mit Mecke, der 20 Punktspiele bestritten hatte, gelang der Aufstieg im dritten Anlauf. Meckes Hoffnungen auf eine sechste Oberligasaison endeten enttäuschend, denn er kam nur am 2. und 3. Spieltag für insgesamt 62 Minuten zum Einsatz. Im Januar 1988 wechselte Mecke zum DDR-Ligisten BSG Chemie Buna Schkopau und schloss sich danach der BSG Aktivist Schwarze Pumpe an, mit der er bis 1991 ebenfalls in der DDR-Liga spielte. Anschließend spielte Mecke für den Dresdner SC zunächst in der Landesliga, später in der Amateuroberliga und zuletzt 1994/95 wieder in der sechstklassigen Landesliga.
Später betätigte Mecke sich als Fußballtrainer bei unterklassigen Vereinen und war zuletzt beim FV Dresden-Nord bzw. dessen Nachfolgeverein SC Borea Dresden engagiert.